# جبل تاراناكي
جبل تاراناكي (بالإنجليزية: Mount Taranaki) أو جبل ايغمونت (بالإنجليزية: Mount Egmont) هو جبل بركاني طبقي نشيط لكنه هادئ، يقع في منطقة تاراناكي على الساحل الغربي من الجزيرة الشمالية لنيوزيلندا, يعتبر جبل تاراناكي واحد من أكثر المخاريط البركانية تناسقا في العالم، يبلغ ارتفاعه 2518 مترا ويحتوي على قمة ثانوية ترتفع 1966 مترا وتسمى (قمة فانثامز) "Fanthams Peak" تقع على الجهة الجنوبية من القمة الرئيسية، ولانه يشبه بحد كبير جبل فوجي تم فيه تصوير لقطات من فلم اخر ساموراي " the last samurai "

## التاريخ والنشاط

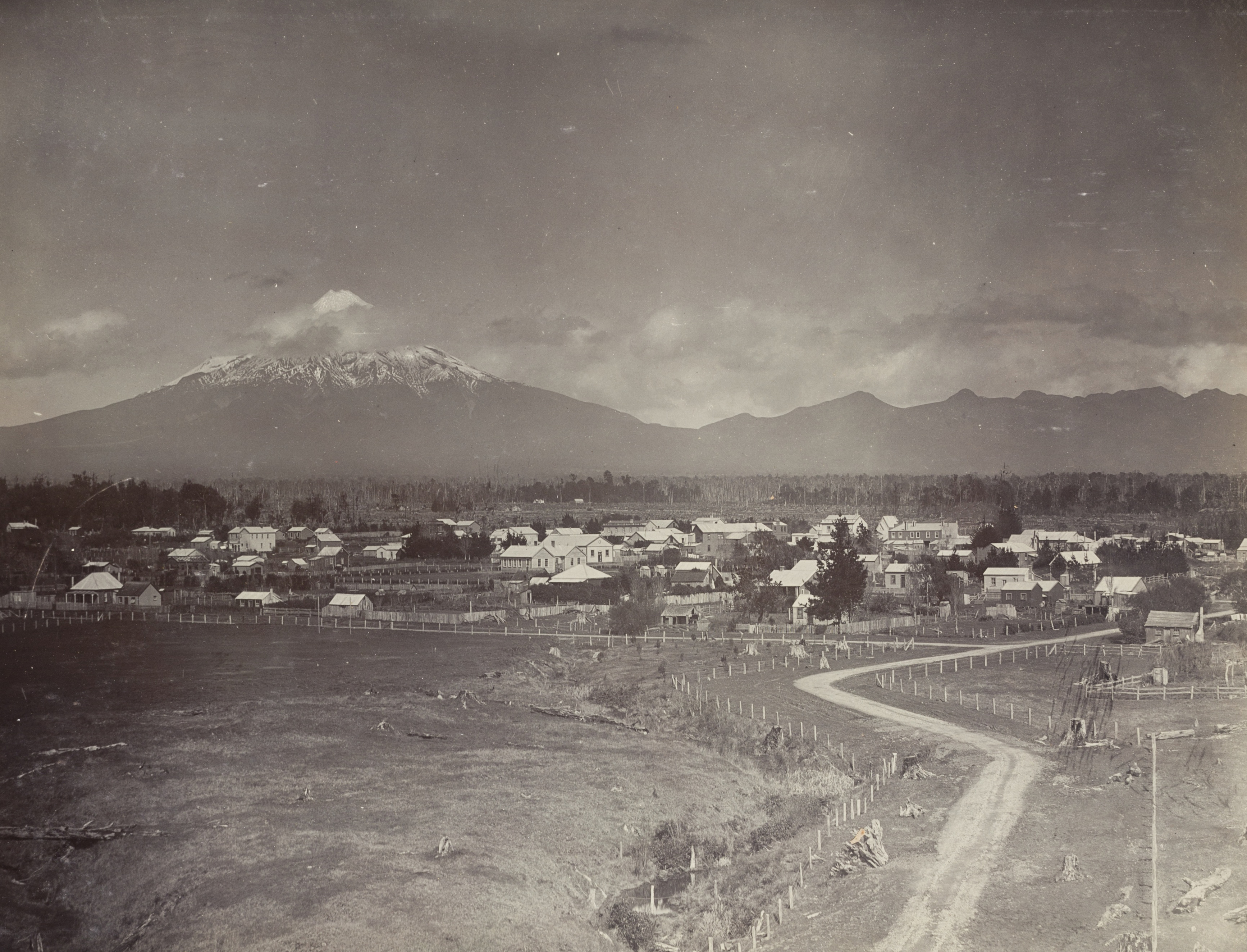
جبل تاراناكي (جبل إيجمونت)، من إنجلوود، نيوزيلندا، 1896

جيولوجيا يعتبر جبل تاراناكي صغير في السن، بدأ نشاطه قبل 135,000 عام، وقد سجل اخر نشاط له في الفترة ما بين الخمسينات والستينات من القرن التاسع عشر, حيث يحدث انفجار صغير نسبيا كل 90 عام تقريبا وانفجار رئيسي كبير كل 500 عام تقريبا